# Jaskinia pod Nyżą
Jaskinia pod Nyżą – jaskinia w Dzielnicy VIII Dębniki w Krakowie. Znajduje się na południowo-zachodnim obrzeżu wzniesienia Krzemionek Zakrzowskich.

## Położenie
Jaskinia znajduje się u podstawy długiego muru skalnego ciągnącego się po północno-zachodniej stronie betonowego ogrodzenia jednostki wojskowej, w odległości około 60 m od bramy jednostki. Pomiędzy ogrodzeniem a otworem jaskini biegnie ścieżka. Jaskinia znajduje się poniżej charakterystycznej skalnej nyży. 

## Opis jaskini
Jaskinia ma ciasne korytarze. Otwór wejściowy znajduje się na poziomie gruntu. Opada progiem o wysokości 2,5 m. Próg ten tworzą tkwiące w próchniczno-piaszczystym podłożu wapienne głazy. Od dna otworu wejściowego odbiega na północny wschód korytarz o dnie pokrytym wapiennym gruzem. W dalszej części korytarza znajdują się kolejno: próg, ciasna rura o dwumetrowej długości, zacisk, następny próg i dwumetrowy korytarz częściowo zamknięty naciekami.
Jaskinia powstała w uławiconych wapieniach i dolomitach pochodzących z jury późnej. Utworzyła ją na pionowych spękaniach ciosowych przepływająca woda. Świadczą o tym jej korytarze mające postać rur i występujące na ich ścianach wżery.
W jaskini występują nacieki. Na stropie tylnej części korytarza są zbudowane z drobnokrystalicznego kalcytu białe stalaktyty o długości do 10 cm, za trzecim zaciskiem są polewy i następne stalaktyty. W niektórych miejscach polewy osiągają grubość kilku cm. Namulisko jest skąpe, piaszczysto-próchniczne lub gliniasto-piaszczyste, na powierzchni miejscami pokryte ostrokrawędzistym wapiennym gruzem. W tylnej części korytarza tkwią w nim krzemienie i wapienne bryły.
Światło dochodzi tylko do dna pod otworem wejściowym. W jego zasięgu na ścianach i dnie rozwijają się glony i mchy. W jaskini wyczuwa się przewiew powietrza o kierunku zmiennym i niezależnym od sezonowych zmian środowiska zewnętrznego.

## Historia eksploracji i dokumentacji
Jaskinię odkrył B. Słobodzian w 1997 roku. Otwór jaskini zawalony był gruzem skalnym. Odsłonili go w listopadzie 1997 r. Andrzej Górny, Grażyna Kowalczyk i Anna Kwapień. W lipcu 1998 r. Tomasz Wajzyk osiągnął koniec korytarza biegnącego na zachód i północny zachód. Obecnie wejście do niego jest zasypane gruzem. W 2004 r. Marcin Pruc, Jarosław Rogalski i Jacek Sikora poszerzyli wąski korytarzyk północno-wschodni, co umożliwiło przejście jego dalszej części.
Dokumentację i plan jaskini opracował A. Górny w 1999 r.

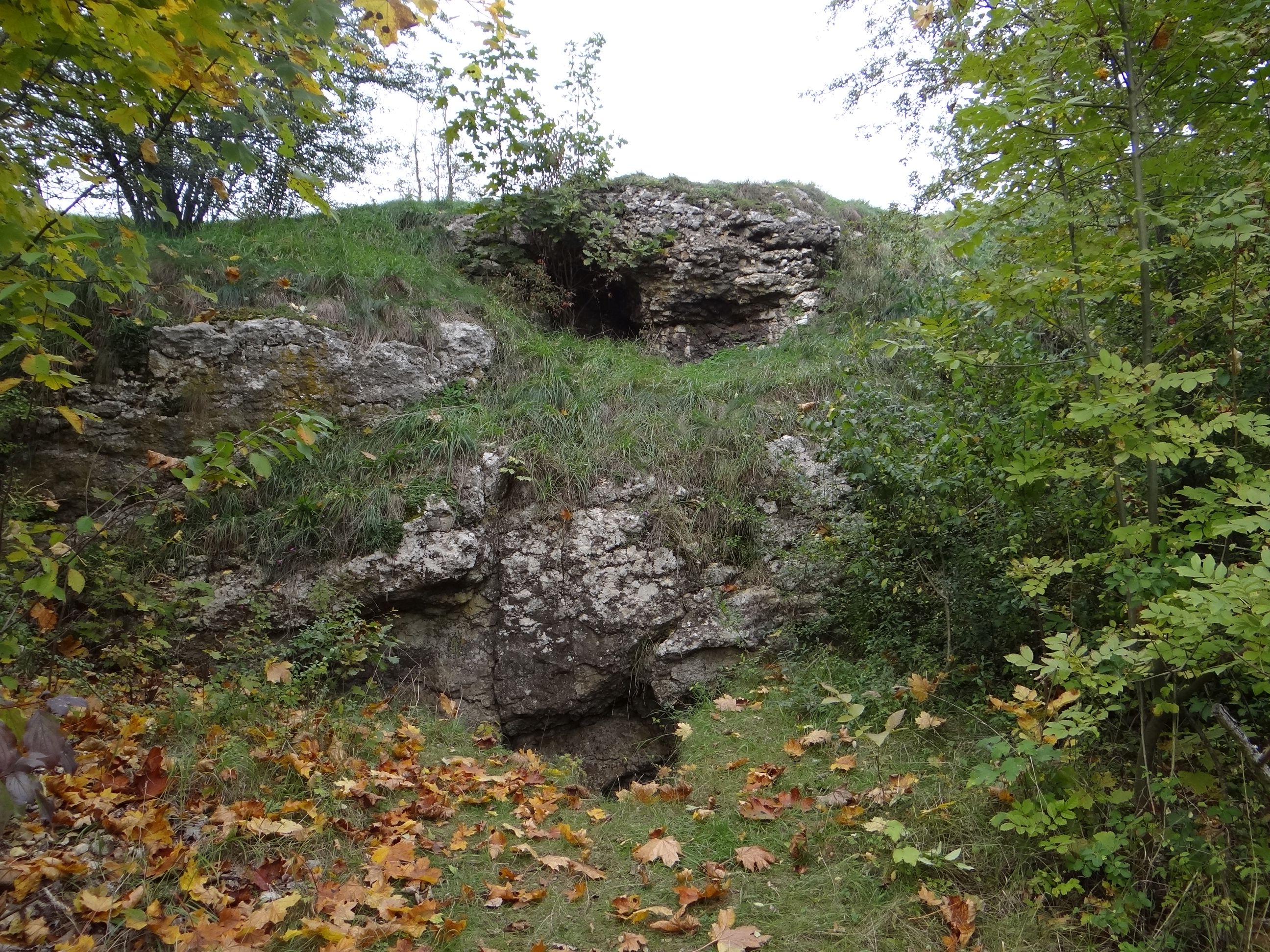
Mur skalny z nyżą i otworem jaskini
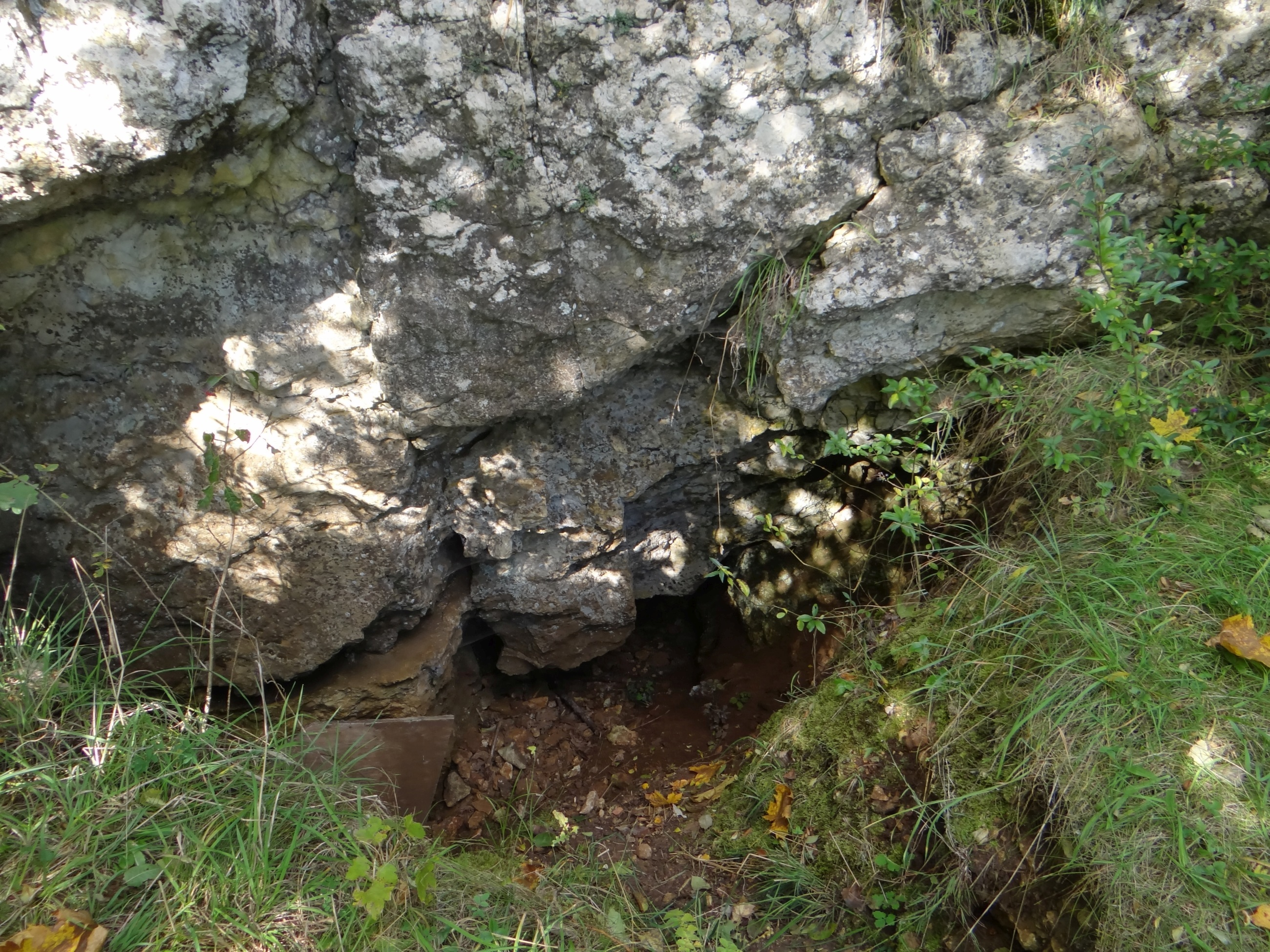
Otwór jaskini i próg
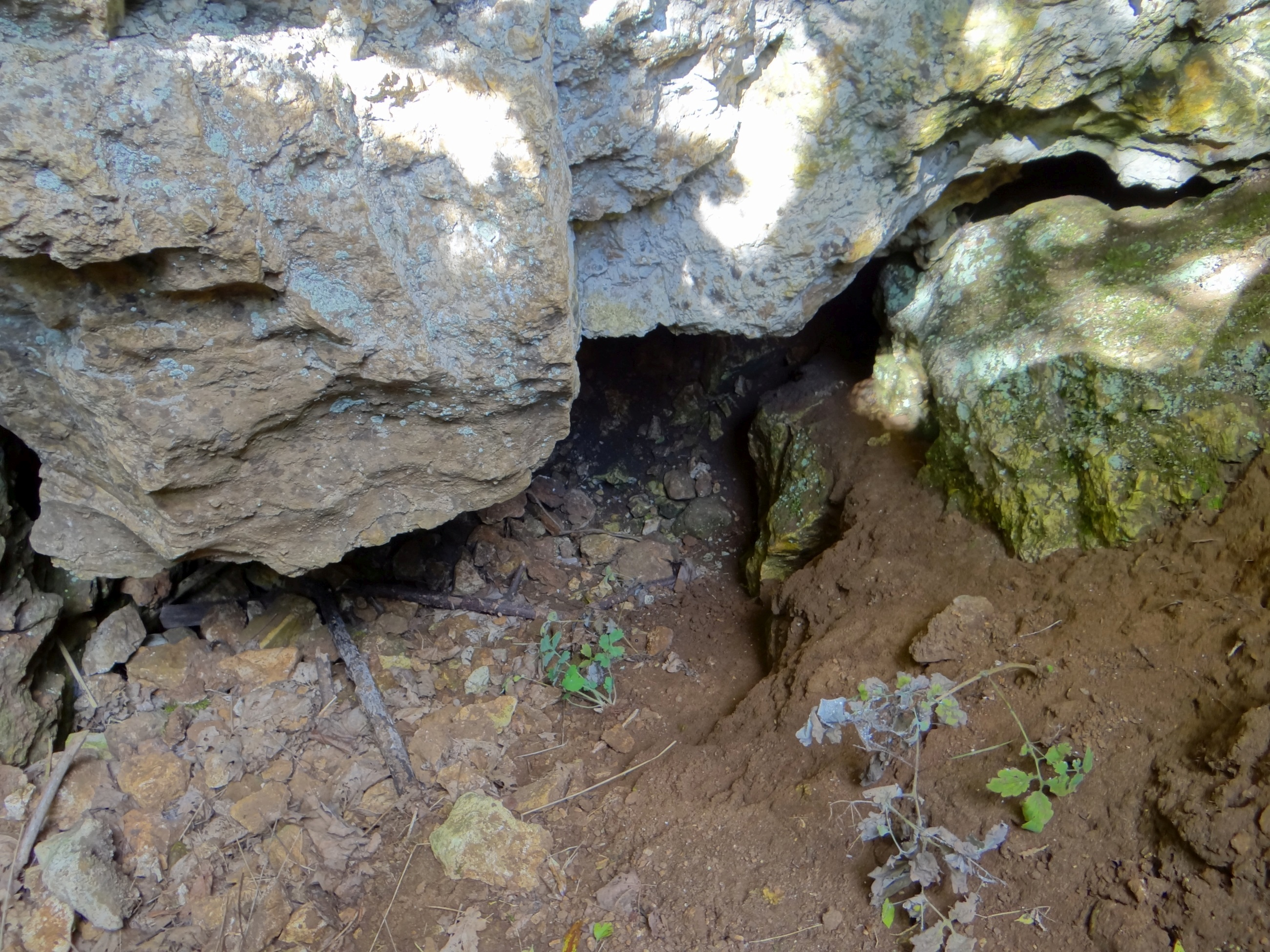
Wejście do korytarza